# آن-کارولین گراف
آن-کارولین گراف (فرانسوی: Anne-Caroline Graffe‎؛ زادهٔ ۱۲ فوریهٔ ۱۹۸۶) تکواندوکار اهل فرانسه است.
وی در مسابقات کشوری و بین‌المللی در مجموع برندهٔ ۳ مدال طلا، ۳ مدال نقره، ۳ مدال برنز شده‌است.